# کمال کامل محمد
کمال کامل محمد (انگلیسی: Kamal Kamel Mohammed؛ زادهٔ ۸ ژوئن ۱۹۴۵) بازیکن بسکتبال اهل مصر بود.